# 伊卡科斯半島

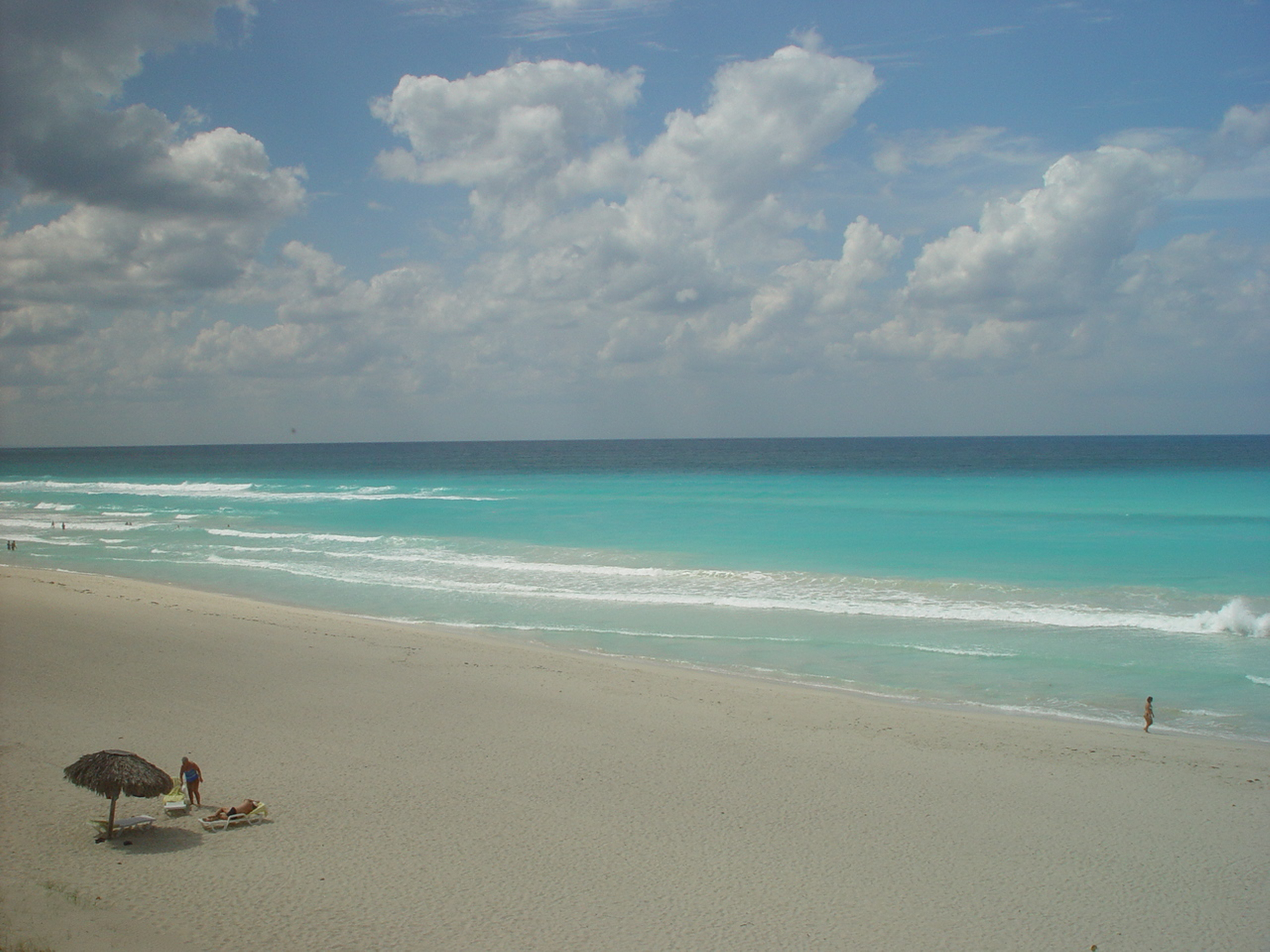

伊卡科斯半島是古巴的半島，位於該國北部，由馬坦薩斯省負責管轄，長18公里、寬2.5公里，面積23平方公里，度假勝地巴拉德羅處於該半島。
23°11′52″N 81°09′05″W / 23.19778°N 81.15139°W